# Sevan
|  | Per a altres significats, vegeu «llac Sevan». |

Sevan (en armeni: Սեվան (fins a 1935), en rus: Еленовка, Elenovka o Yelenovka) és una ciutat, comunitat urbana i una popular destinació turística d'Armènia, situada a la província Guegharkunik, a la costa nord del llac Sevan. La ciutat és a una altura de més de 1.900 metres sobre el nivell del mar, a 66 km al nord-est de la capital, Yerevan, i a 40 quilòmetres al nord de Gavar, el centre administratiu de la província de Guegharkunik. Va ser fundada amb el nom de Yelenovka el 1842 per convertir-se en un poble de població russa. Era conegut com a Yelenovka fins a 1935, quan va passar a anomenar-se Sevan.
Durant el breu estiu de la regió, Sevan es converteix en una popular destinació turística. Molts professionals i aficionats visiten la ciutat per practicar els seus tipus favorits d'esports a les ribes com futbol platja, vòlei platja, windsurf i altres tipus d'esports aquàtics en nombroses platges de la natació i les instal·lacions al llarg de tota la costa Sevan, com l'aquaparc, el club hípic, les pistes de tennis, minipistes de bàsquet i futbol.

## Història

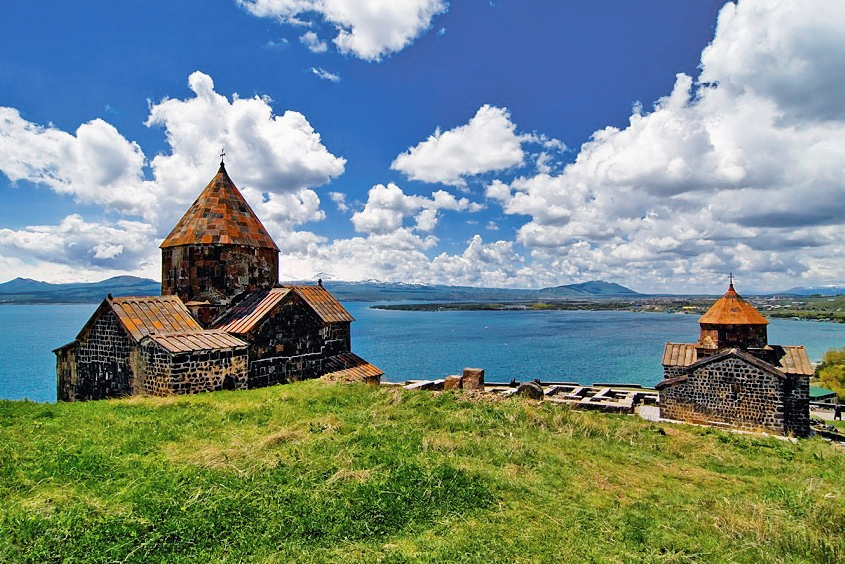
Sevanavank

La població fou fundada amb el nom de Yelenovka el 1842 per exiliats russos cismàtics. Des de la seva fundació fins a 1935, era coneguda com a Yelenovka, el nom de la muller del tsar Nicolau I de Rússia. L'acord es va mantenir en tota Rússia fins al final del segle xix. La fortalesa ciclòpia de Metsep significa 'Nord de Sevan'.

## Geografia
El cens oficial de 2001 mostrava una disminució de la població de Sevan, que es va reduir a 27.000 habitants, com es va informar en el cens de 1989. Actualment, la població de Sevan és d'uns 23.000 habitants. La majoria dels habitants es dediquen a activitats agrícoles, de pesca i a alguns serveis turístics, especialment durant la temporada d'estiu. El 2008, hi havia 7 escoles d'educació pública i 4 escoles bressol a la ciutat.
La ciutat està envoltada pel Parc Nacional de Sevan, que s'estén des del costat nord-est de la ciutat cap al sud-oest, mentre que el llac Sevan forma les fronteres naturals de la ciutat des de l'est. El parc va ser establert el 1978 per protegir el llac Sevan i les regions circumdants. La zona comprèn 1.501 quilòmetres quadrats, dels quals 24.900 hectàrees són terrenys al costat del llac. Està envoltat pels vessants de les cadenes muntanyenques d'Areguni, Geghama, Vardenis, Pambak i Sevan. Hi ha unes 1.600 espècies de plantes i 330 d'animals. El parc està dividit en 3 zones: una reserva, una zona d'esbarjo i una zona d'ús econòmic.
La península de Sevan, a 3 km a l'est de la ciutat, és la llar d'una de les mostres més notables de l'arquitectura armènia medieval, el monestir Sevanavank, del segle novè. El monestir va ser destinat principalment als monjos d'Edjmiatsín que havien pecat. Avui en dia, el monestir es compon de dues esglésies: Surb Arakelots (Sants Apòstols) i Surb Astvatsatsin (Mare de Déu), amb molts tipus de khackars (creus de pedra). Inicialment, el monestir fou construït a la riba sud d'una petita illa. Després del drenatge artificial del llac Sevan, que va començar en l'època de Ióssif Stalin, el nivell de l'aigua va caure uns 20 metres, i l'illa va esdevenir una península.
Un altre edifici religiós important a la península és l'Acadèmia Teològica Vaskenian de Sevan, que fou inaugurada el 2004.
| Paràmetres climàtics mitjans de Sevan        | Paràmetres climàtics mitjans de Sevan | Paràmetres climàtics mitjans de Sevan | Paràmetres climàtics mitjans de Sevan | Paràmetres climàtics mitjans de Sevan | Paràmetres climàtics mitjans de Sevan | Paràmetres climàtics mitjans de Sevan | Paràmetres climàtics mitjans de Sevan | Paràmetres climàtics mitjans de Sevan | Paràmetres climàtics mitjans de Sevan | Paràmetres climàtics mitjans de Sevan | Paràmetres climàtics mitjans de Sevan | Paràmetres climàtics mitjans de Sevan | Paràmetres climàtics mitjans de Sevan |
| Mes                                          | Gen.                                  | Feb.                                  | Mar.                                  | Abr.                                  | Mai.                                  | Jun.                                  | Jul.                                  | Ago.                                  | Set.                                  | Oct.                                  | Nov.                                  | Des.                                  | Anual                                 |
| -------------------------------------------- | ------------------------------------- | ------------------------------------- | ------------------------------------- | ------------------------------------- | ------------------------------------- | ------------------------------------- | ------------------------------------- | ------------------------------------- | ------------------------------------- | ------------------------------------- | ------------------------------------- | ------------------------------------- | ------------------------------------- |
| Temperatura diària màxima °C (°F)            | −2,8 (27)                             | −2,1 (28,2)                           | 1,4 (34,5)                            | 7,1 (44,8)                            | 12,4 (54,3)                           | 16,2 (61,2)                           | 18,9 (66)                             | 19,5 (67,1)                           | 16,9 (62,4)                           | 12,4 (54,3)                           | 5,5 (41,9)                            | −0,1 (31,8)                           | 8,8 (47,8)                            |
| Temperatura diària mínima °C (°F)            | −13,0 (8,6)                           | −13,0 (8,6)                           | −12,0 (10,4)                          | −6,0 (21,2)                           | 1,0 (33,8)                            | 5,0 (41)                              | 9,0 (48,2)                            | 10,0 (50)                             | 5,0 (41)                              | 0,0 (32)                              | −7,0 (19,4)                           | −11,0 (12,2)                          | −2,7 (27,1)                           |
| Precipitació total mm (polzades)             | 20,9 (0,8)                            | 27,2 (1,1)                            | 46,5 (1,8)                            | 71,5 (2,8)                            | 92,7 (3,6)                            | 81,7 (3,2)                            | 64,4 (2,5)                            | 39,4 (1,6)                            | 38 (1,5)                              | 47,7 (1,9)                            | 34,1 (1,3)                            | 20 (0,8)                              | 584,1 (23)                            |
| Font: World Meteorological Organisation (UN) |                                       |                                       |                                       |                                       |                                       |                                       |                                       |                                       |                                       |                                       |                                       |                                       |                                       |